# 1. век
1. век је почео 1. јануара 1. и завршио се 31. децембра 100.

## Личности

### Уметници

#### Уметници масовне културе
Види такође: космолошка доба, геолошки еони, геолошке ере, геолошка доба, геолошке епохе, развој човека, миленији, векови године, дани